# 玉出
玉出（たまで）は、大阪府大阪市西成区の地名である。

## 概要
西成区の南部に位置している。町名では玉出西・玉出中・玉出東に分かれている。
地域の西側は津守（西成区）、北側は岸里（西成区）、東側～南東は北畠・帝塚山（阿倍野区・住吉区）、南側は粉浜（住之江区・住吉区）となっている。
地域を縦断するように国道26号が南北に走っている。また地域の南端には南港通が走り、国道26号と南港通との交点に玉出交差点がある。地域の西端には阪神高速15号堺線が走り、玉出出入口が設置されている。また東側では紀州街道が通る。
鉄道の便としては、南海本線が地域の東寄りを南北に縦断している。地域内には岸里玉出駅が設置され、玉出地区への最寄りの出口は南海本線ホームの南端に設置された「玉出口」となる。岸里玉出駅には南海高野線のホームもあるが、高野線のホームはかつて隣駅の「岸ノ里駅」だったという歴史的経緯から、高野線への乗降には南海本線ホームを縦断して岸里口（旧岸ノ里駅跡付近に設けられた出口）へ回った上に高野線の連絡通路へと長い距離を歩く必要がある。そのため一つ隣の天下茶屋駅での乗り継ぎが奨励されている。また本駅から難波へ出るには、南海本線に乗るほうがたいてい有利である。
地域の東を、阪堺電気軌道阪堺線が南北に縦断している。阪堺線は紀州街道上の併用軌道を通り、地域内には東玉出停留場、塚西停留場の2駅が設置されている。また国道26号の地下には大阪市高速電気軌道四つ橋線が通り、玉出駅が設置されている。同駅の施設の大半は西成区側にあるが、駅の正式な所在地は住之江区粉浜西一丁目となっている。

## 歴史
玉出の地名は西成郡勝間（こつま）村のうち生根神社周辺の字名だった。13世紀に住吉から移住した勝間大連（こつまおおむらじ）によって、この地が開発されたと伝えられる。
地名の由来についてははっきりと分かっていないが、一説には海幸山幸の神話に登場する潮満珠を埋めた「玉出島」に由来するとされる。玉出島は住吉大社の北門付近の古称でもあり、住吉大社北側に生根神社が鎮座するが、玉出の生根神社は住吉の生根神社を勧請したものである。
南北朝時代には武器工場があったといわれている。戦国時代には環濠を巡らせ、浄土真宗の光福寺・誓源寺・善照寺・長源寺は玉出四ヶ寺と称された。玉出の環濠集落は生根神社を囲むような形で、十三間堀川（埋立。現在の阪神高速15号堺線）に面して形成され、現在玉出と呼ばれる地域の中心部をカバーする形になっていた。環濠は昭和初期まで残存していた。なお、勝間村の新家として紀州街道沿いに集落が形成され、その集落は16世紀末には天下茶屋として分立した。
江戸時代には畑場8ヶ村と呼ばれる大坂市街への蔬菜供給農村の一つとなった。現在ではなにわの伝統野菜「勝間南瓜」（こつまなんきん）の産地として知られているが、当時は木綿が有名で、勝間木綿の相場が大坂の木綿相場を左右するといわれる程だった。
明治期に入り、町村制は西成郡勝間村で単独施行した。1907年に玉出駅（現：岸里玉出駅）が開業すると人口は急増して宅地化が進み、1915年11月1日に町制を施行して西成郡玉出町となった。
1925年（大正14年）の大阪市第二次市域拡張の際に新設の西成区へ編入された。大阪市編入直後は旧玉出町全域が西成区玉出町となったものの、2年後の1927年に町名の設定・細分化が実施された。現在の玉出地域に当たる付近は、玉出新町通・玉出本通・姫松通・辰巳通といった町名となった。
1934年（昭和9年）9月21日、室戸台風による暴風雨。玉出一帯の小学校の木造校舎が軒並み強風により倒壊。授業中の時間帯であったことから児童の多くが下敷きとなり死傷した。
1973年（昭和48年）に現在の住所表示となった。その際に西成区粉浜東之町・粉浜西之町の一部も含め、玉出東・玉出中・玉出西の町名へと整理した。

### 年表
- 13世紀 - 勝間大連がこの地を開発
- 16世紀 - 玉出の環濠集落が成立。紀州街道沿いに勝間新家が形成され、のちに天下茶屋として分化。
- 1873年 - 現在の玉出小学校ができる。
- 1889年 - 町村制に基づく西成郡勝間村が成立。
- 1907年10月26日 - 南海鉄道（南海電気鉄道の前身）の玉出駅（現・岸里玉出駅）開業。
- 1915年11月1日 - 勝間村が町制を施行、玉出町となる。
- 1925年4月1日 - 玉出町が大阪市に編入、西成区に属する。
- 1953年 - 大阪市立玉出中学校を設置（大阪市立成南中学校の分校から独立）。
- 1958年5月31日 - 大阪市営地下鉄3号線（現：Osaka Metro四つ橋線）が玉出駅まで延伸。
- 1993年4月18日 - 南海本線高架化。同時に岸ノ里駅と玉出駅を統合し岸里玉出駅開業。旧玉出駅付近に「玉出口」を設置。

## 玉出中
現行行政地名は玉出中一丁目および玉出中二丁目。

### 世帯数と人口
2024年（令和6年）3月31日現在の世帯数と人口は以下の通りである。
| 丁目         | 世帯数    | 人口    |
| ------------ | --------- | ------- |
| 玉出中一丁目 | 1,011世帯 | 1,658人 |
| 玉出中二丁目 | 909世帯   | 1,365人 |
| 計           | 1,920世帯 | 3,023人 |

人口の変遷
国勢調査による人口の推移。
| 1995年（平成7年）  | 3,123人 | [ 6 ]  |  |
| 2000年（平成12年） | 3,447人 | [ 7 ]  |  |
| 2005年（平成17年） | 3,317人 | [ 8 ]  |  |
| 2010年（平成22年） | 3,088人 | [ 9 ]  |  |
| 2015年（平成27年） | 2,948人 | [ 10 ] |  |
| 2020年（令和2年）  | 3,122人 | [ 11 ] |  |

世帯数の変遷
国勢調査による世帯数の推移。
| 1995年（平成7年）  | 1,528世帯 | [ 6 ]  |  |
| 2000年（平成12年） | 1,779世帯 | [ 7 ]  |  |
| 2005年（平成17年） | 1,756世帯 | [ 8 ]  |  |
| 2010年（平成22年） | 1,739世帯 | [ 9 ]  |  |
| 2015年（平成27年） | 1,670世帯 | [ 10 ] |  |
| 2020年（令和2年）  | 1,861世帯 | [ 11 ] |  |

### 学区
市立小・中学校に通う場合、学区は以下の通りとなる。なお、小学校・中学校入学時に学校選択制度を導入しており、通学区域以外に西成区にある以下の通学区域に隣接する校区にある小学校、西成区内にある中学校から選択することも可能。
| 丁目         | 番                                                                                      | 小学校             | 中学校             |
| ------------ | --------------------------------------------------------------------------------------- | ------------------ | ------------------ |
| 玉出中一丁目 | 1番、2番1～3号 2番39～43号 3番1～4号・14号（一部） 3番15～23号 4番9号（一部）・12～21号 | 大阪市立岸里小学校 | 大阪市立成南中学校 |
| 玉出中一丁目 | 2番4～38号 3番7～10号・14号（一部） 4番2～7号・9号（一部） 5～16番                      | 大阪市立玉出小学校 | 大阪市立玉出中学校 |
| 玉出中二丁目 | 全域                                                                                    | 大阪市立玉出小学校 | 大阪市立玉出中学校 |

### 事業所
2021年（令和3年）現在の経済センサス調査による事業所数と従業員数は以下の通りである。
| 丁目         | 事業所数  | 従業員数 |
| ------------ | --------- | -------- |
| 玉出中一丁目 | 69事業所  | 422人    |
| 玉出中二丁目 | 64事業所  | 569人    |
| 計           | 133事業所 | 991人    |

## 玉出西
現行行政地名は玉出西一丁目及び玉出西二丁目。

### 世帯数と人口
2024年（令和6年）3月31日現在の世帯数と人口は以下の通りである。
| 丁目         | 世帯数    | 人口    |
| ------------ | --------- | ------- |
| 玉出西一丁目 | 1,144世帯 | 1,671人 |
| 玉出西二丁目 | 1,593世帯 | 2,325人 |
| 計           | 2,737世帯 | 3,996人 |

人口の変遷
国勢調査による人口の推移。
| 1995年（平成7年）  | 4,949人 | [ 6 ]  |  |
| 2000年（平成12年） | 5,080人 | [ 7 ]  |  |
| 2005年（平成17年） | 4,734人 | [ 8 ]  |  |
| 2010年（平成22年） | 4,345人 | [ 9 ]  |  |
| 2015年（平成27年） | 4,406人 | [ 10 ] |  |
| 2020年（令和2年）  | 4,145人 | [ 11 ] |  |

世帯数の変遷
国勢調査による世帯数の推移。
| 1995年（平成7年）  | 2,739世帯 | [ 6 ]  |  |
| 2000年（平成12年） | 2,949世帯 | [ 7 ]  |  |
| 2005年（平成17年） | 2,829世帯 | [ 8 ]  |  |
| 2010年（平成22年） | 2,705世帯 | [ 9 ]  |  |
| 2015年（平成27年） | 2,784世帯 | [ 10 ] |  |
| 2020年（令和2年）  | 2,615世帯 | [ 11 ] |  |

### 学区
市立小・中学校に通う場合、学区は以下の通りとなる。なお、小学校・中学校入学時に学校選択制度を導入しており、通学区域以外に西成区にある以下の通学区域に隣接する校区にある小学校、西成区内にある中学校から選択することも可能。
| 丁目         | 番                | 小学校             | 中学校                                |
| ------------ | ----------------- | ------------------ | ------------------------------------- |
| 玉出西一丁目 | 11～14番 18～20番 | 大阪市立千本小学校 | 大阪市立成南中学校 大阪市立玉出中学校 |
| 玉出西一丁目 | 1～10番 15～17番  | 大阪市立玉出小学校 | 大阪市立玉出中学校                    |
| 玉出西二丁目 | 全域              | 大阪市立玉出小学校 | 大阪市立玉出中学校                    |

### 事業所
2021年（令和3年）現在の経済センサス調査による事業所数と従業員数は以下の通りである。
| 丁目         | 事業所数  | 従業員数 |
| ------------ | --------- | -------- |
| 玉出西一丁目 | 89事業所  | 539人    |
| 玉出西二丁目 | 135事業所 | 1,197人  |
| 計           | 224事業所 | 1,736人  |

## 玉出東
現行行政地名は玉出東一丁目および玉出東二丁目。

### 世帯数と人口
2024年（令和6年）3月31日現在の世帯数と人口は以下の通りである。
| 丁目         | 世帯数    | 人口    |
| ------------ | --------- | ------- |
| 玉出東一丁目 | 799世帯   | 1,241人 |
| 玉出東二丁目 | 1,026世帯 | 1,663人 |
| 計           | 1,825世帯 | 2,904人 |

人口の変遷
国勢調査による人口の推移。
| 1995年（平成7年）  | 3,259人 | [ 6 ]  |  |
| 2000年（平成12年） | 3,445人 | [ 7 ]  |  |
| 2005年（平成17年） | 3,410人 | [ 8 ]  |  |
| 2010年（平成22年） | 3,135人 | [ 9 ]  |  |
| 2015年（平成27年） | 3,089人 | [ 10 ] |  |
| 2020年（令和2年）  | 2,867人 | [ 11 ] |  |

世帯数の変遷
国勢調査による世帯数の推移。
| 1995年（平成7年）  | 1,640世帯 | [ 6 ]  |  |
| 2000年（平成12年） | 1,760世帯 | [ 7 ]  |  |
| 2005年（平成17年） | 1,770世帯 | [ 8 ]  |  |
| 2010年（平成22年） | 1,757世帯 | [ 9 ]  |  |
| 2015年（平成27年） | 1,739世帯 | [ 10 ] |  |
| 2020年（令和2年）  | 1,653世帯 | [ 11 ] |  |

### 学区
市立小・中学校に通う場合、学区は以下の通りとなる。なお、小学校・中学校入学時に学校選択制度を導入しており、通学区域以外に西成区にある以下の通学区域に隣接する校区にある小学校、西成区内にある中学校から選択することも可能。
| 丁目         | 番      | 小学校                                | 中学校                                |
| ------------ | ------- | ------------------------------------- | ------------------------------------- |
| 玉出東一丁目 | 1～5番  | 大阪市立岸里小学校 大阪市立玉出小学校 | 大阪市立成南中学校 大阪市立玉出中学校 |
| 玉出東一丁目 | 6～14番 | 大阪市立玉出小学校                    | 大阪市立玉出中学校                    |
| 玉出東二丁目 | 全域    | 大阪市立玉出小学校                    | 大阪市立玉出中学校                    |

### 事業所
2021年（令和3年）現在の経済センサス調査による事業所数と従業員数は以下の通りである。
| 丁目         | 事業所数 | 従業員数 |
| ------------ | -------- | -------- |
| 玉出東一丁目 | 29事業所 | 263人    |
| 玉出東二丁目 | 32事業所 | 331人    |
| 計           | 61事業所 | 594人    |

## 交通

### 鉄道
- 阪堺電気軌道 阪堺線：東玉出停留場 - 塚西停留場
- 南海電気鉄道
  - 南海本線：岸里玉出駅
  - 南海高野線：岸里玉出駅
- Osaka Metro四つ橋線：玉出駅

### バス
2020年4月現在
- 大阪シティバス[17]
  - 3・25号系統：地下鉄玉出 - 東粉浜一丁目
  - 15号系統：回生橋
  - 48号系統：玉出西一丁目

### 道路
- 阪神高速15号堺線
- 国道26号
- 大阪府道5号（南港通）

## 主要施設
- 大阪市立玉出小学校
- 大阪市立玉出中学校
- 玉出本通商店街
- スーパー玉出本部
- 会津屋本店
- 玉出木村家（あんパンで知られる）

## その他

### 日本郵便
- 集配担当する郵便局と郵便番号は以下の通りである[18]。

| 町丁   | 郵便番号 | 郵便局     |
| ------ | -------- | ---------- |
| 玉出中 | 557-0044 | 西成郵便局 |
| 玉出西 | 557-0045 | 西成郵便局 |
| 玉出東 | 557-0043 | 西成郵便局 |